# Жуль Верн

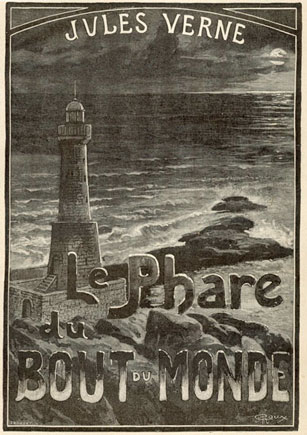
«Маяк на краю світу» вважається одним із найкращих романів літературного етапу Верна.

Жу́ль Габріє́ль Верн (фр. Jules Gabriel Verne; 8 лютого 1828, Нант, Французьке королівство — 24 березня 1905, Ам'єн, Французька республіка) — французький письменник, автор пригодницьких романів. Разом із Гербертом Уеллсом вважається засновником жанру наукової фантастики.
Розпочинав з написання театральних п'єс, що не користувалися особливим успіхом до 1863 року, коли видавець П'єр-Жуль Етцель опублікував його перший роман «П'ять тижнів на повітряній кулі». Цей твір, разом з наступним — «Подорожі і пригоди капітана Геттераса», започаткував серію Незвичайних подорожей, що включає загалом 62 романи та 18 оповідань і повістей.
Дія романів Ж. Верна, завжди дуже добре оформлених, як правило, відбувається у другій половині XIX ст. Вони є як винятково пригодницькими — «Діти капітана Гранта» (1868), «Навколо світу за вісімдесят днів» (1873), «П'ятнадцятирічний капітан» (1878), та ін., так і науково-фантастичними — «Із Землі на Місяць» (1865), «Двадцять тисяч льє під водою» (1870 г.), «Робур-Завойовник» (1886), тощо.
Окрім романів, він створив багато п'єс, новел, автобіографічних розповідей, віршів, пісень; наукових, художніх та літературних праць. За його творами знято численні кіно- і телефільми, вони стали основою коміксів, п'єс, музики та відеоігор.
Жуль Верн має популярність у всьому світі; згідно з Index Translationum від ЮНЕСКО, в цілому здійснено 4751 переклад його творів, це другий результат за кількістю перекладів авторів іноземними мовами після Агати Крісті.

## Біографія

### Дитинство
Народився в Нанті, давній столиці бретанських герцогів, у родині адвоката П'єра Верна (1798–1871), нащадка сім'ї юристів з Провена, і Софі Верн (1801–1887), уродженої Аллот де ля Фюйє, спадкоємиці стародавнього роду нантських кораблебудівників і судновласників.
Рід Жуля Верна з боку матері походить від шотландського стрільця, який у 1462 році вступив на службу до гвардії Людовика XI й отримав дворянський титул за вірну службу королю. По батьківській лінії Верни були нащадками кельтів[джерело?], які з давніх-давен мешкали на території Франції.
У сім'ї Вернів, крім первістка Жуля, зростали ще брат Поль і три сестри: Анна, Матильда і Марі.
У 8 років Жуль Верн почав навчання спершу в семінарії Сен-Станіслав, а потім в Нантському ліцеї, де отримав класичну освіту, що складалася зі знання грецької та латини, а також риторики, співу та географії. Жуль та його сім'я влітку проводили багато часу на дачі, на берегах річки Луари, де він із братом часто подорожував. Саме там він розвинув своє зацікавлення подорожами та пригодами.
У 1839 році маленький Жуль таємно від батьків влаштувався юнгою на трищоглову шхуну «Коралі», яка вирушала до Індії. На щастя, батько встиг на місцевий «піроскаф» (пароплав), на якому йому вдалося наздогнати шхуну і зняти з неї хлопчика. Тоді Жуль Верн пообіцяв батькові, що надалі подорожуватиме лише у мріях.

### Навчання в Парижі
П'єр Верн був успішним адвокатом. Після отримання в 1846 році диплому бакалавра, Жуль, під великим тиском батька, почав вивчати юриспруденцію в Нанті. У квітні 1847 року він переїхав до Парижа, де мав скласти іспити за перший рік навчання.
Рідну оселю Верн залишав без жалю, але з розбитим серцем — його кохання не було прийняте кузиною Кароліною Тронсон. У цей час Жуль Верн починає перші літературні спроби — пише численні сонети і навіть невелику віршовану трагедію для театру маріонеток.
Склавши іспит на юридичному факультеті, 1847 року Жуль Верн повернувся до Нанта. Його дедалі більше приваблював театр, у цей час він створює дві п'єси «Олександр VI» та «Порохова змова», які читає у вузькому колі знайомих. Молодий автор ясно усвідомлював, що театр — це передусім Париж. З великими труднощами Жуль Верн переконав батька, що йому треба продовжити навчання саме в столиці, куди і відбув восени 1848 року.
У Парижі Жуль оселився зі своїм нантським другом Едуардом Бонамі в маленькій квартирці на вулиці Ансьєн Комеді. Молоді люди часто навіть не обідали — економили і без того невеликі гроші. П'єр Верн вважав, що відсилати сину понад 100 франків на місяць нерозумно. По-перше, хлопець повинен знати ціну грошам, по-друге, лише такий спосіб життя мав утримати недосвідченого Жуля від численних паризьких спокус. У друзів був один фрак на двох. Оскільки Жуль захоплювався театром, то його і без того малий бюджет буквально тріщав по швах.
У 1849 році Жуль Верн здобув ступінь ліцензіата права. Тепер він мав змогу розпочати адвокатську практику, але зовсім не поспішав цього робити.

### Зустріч із Дюма

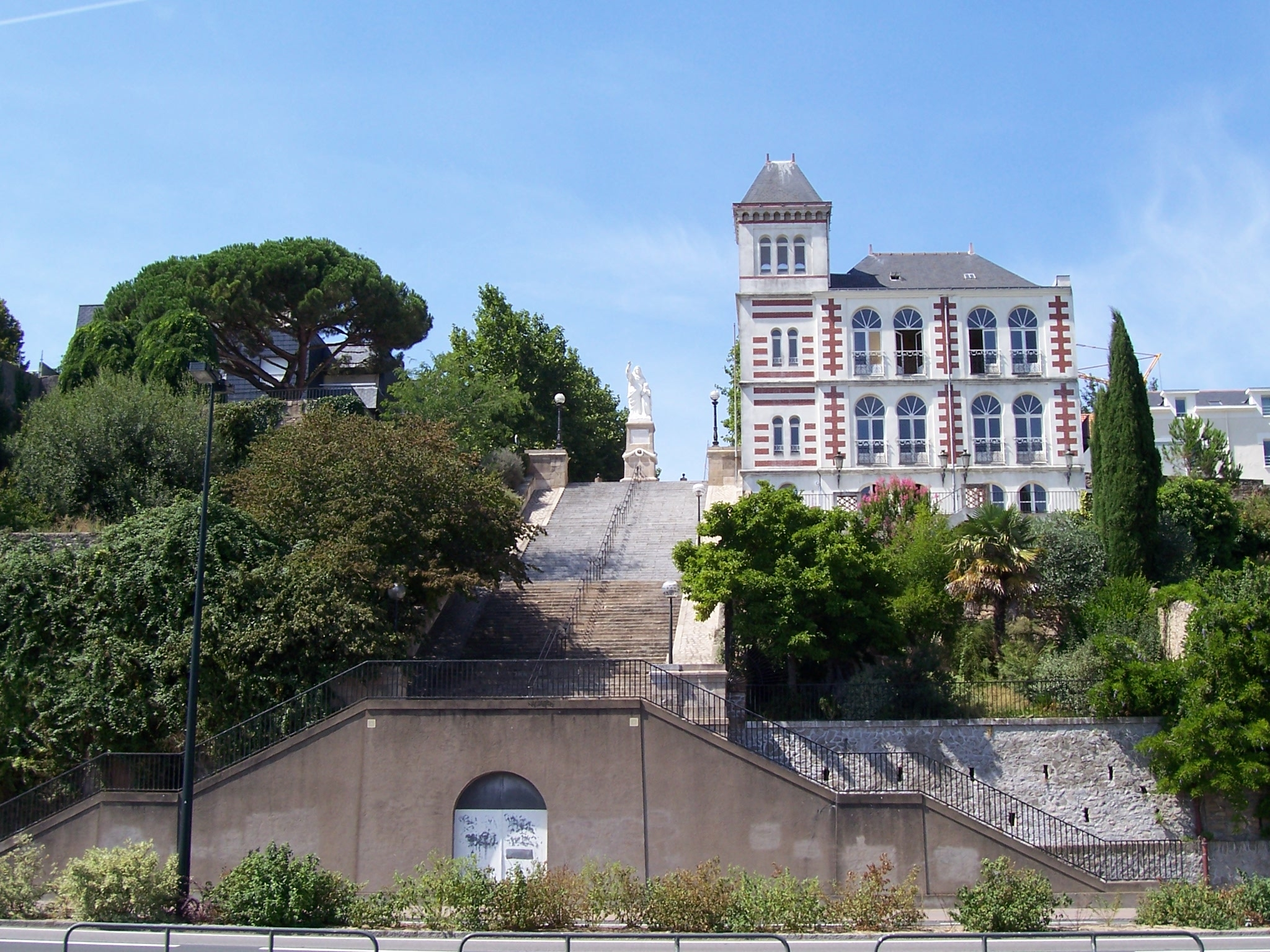
Музей Жуля Верна в Нанті

Ще під час навчання Жуль познайомився із найколоритнішою фігурою тогочасного Парижа — Александром Дюма. Побувавши з візитом у замку «Монте-Крісто», Жуль залишив його лише через кілька днів. Дюма одразу почав симпатизувати Вернові. Знаний майстер слова показував Жулю свою кухню — величезний зал, де письменник готував страви за власними рецептами. Кулінарними досягненнями Дюма пишався не менше, ніж «Трьома мушкетерами».
Ні для кого не було таємницею, що «Александр Дюма» не більше ніж літературна корпорація і що хазяїн замку «Монте-Крісто» утримував великий штат помічників. Сам він писав лише плани романів, усе інше — справа рук «літературних рабів». Роль Жуля Верна для Дюма була майже вирішена, тим більше, що його нещодавно залишив Огюст Маке, найталановитіший помічник.
Дюма запропонував Вернові випробувати себе в літературі. Пізніше Жуль Верн часто говорив, що вдячний Дюма за те, що той першим повірив у нього. Дюма ж, судячи з усього, збагнув, що волелюбний фантазер менш за все підходить на роль «літературного раба».

Після зустрічі з Дюма, Верн вигукнув: 
«Те, що він зробив для історії, я зроблю для географії!»
Дві історичні трагедії у віршах («Олександр VI» та «Порохова змова») не вразили Александра Дюма. Однак «Зламані соломинки» — водевіль у віршах йому припав до душі й він поставив його в своєму історичному театрі. «Зламані соломинки» витримали 12 вистав. Жуль Верн був у захваті.

Під впливом першого літературного успіху, Верн пише в листі батькові: 
«Згодом я можу стати гарним літератором, але ніколи не буду нічим, окрім поганого адвоката»

### Два правила

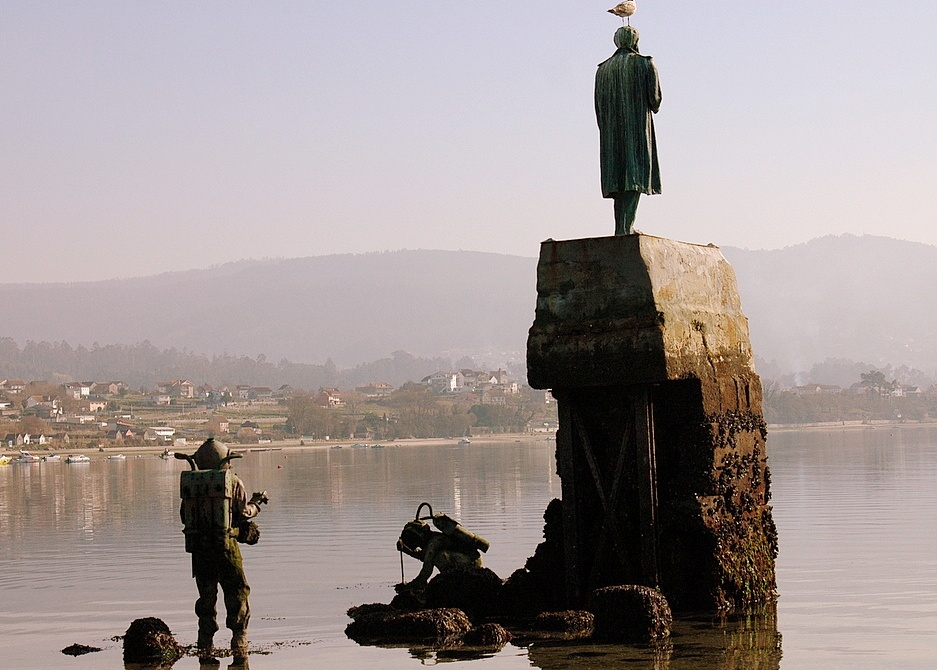
Пам'ятник Жулеві Верну на березі моря (Іспанія)

Незабаром у Парижі відкрився «Ліричний театр», і Жуль Верн став його секретарем. Служба в театрі дозволяла йому підробляти у популярному тоді журналі «Мюзе де фамій», в якому в 1851 році було оприлюднене його оповідання «Перші кораблі мексиканського флоту» (пізніше воно одержало назву «Драма в Мексиці»). Перший рядок «Кораблів» звучав так: «18 жовтня 1825 року велике іспанське військове судно „Азія“…» Згодом більшість романів Верна розпочинатимуться саме так — з точної дати.
Оскільки «Мюзе де фамій» — журнал для сімейного читання, Верн змушений дотримуватися його концепції — повчати, розважаючи. Автори «Мюзе» мали писати романи й оповідання зі щасливим кінцем і якомога повчальні. Цікаво, що пізніше, працюючи над своїми «Незвичайними подорожами», Верн завжди дотримувався цих двох правил.
У 1854 році Шарль Бодлер переклав твори Едгара По французькою. Верн став відданим шанувальником американського письменника і під впливом Едгара По написав свою «Подорож на повітряній кулі» (1851). Пізніше Жуль Верн написав продовження незакінченого роману По «Оповідь Артура Гордона Пима з Нантакету», названий ним «Сфінкс крижаних рівнин» (1897).

### Сімейне життя

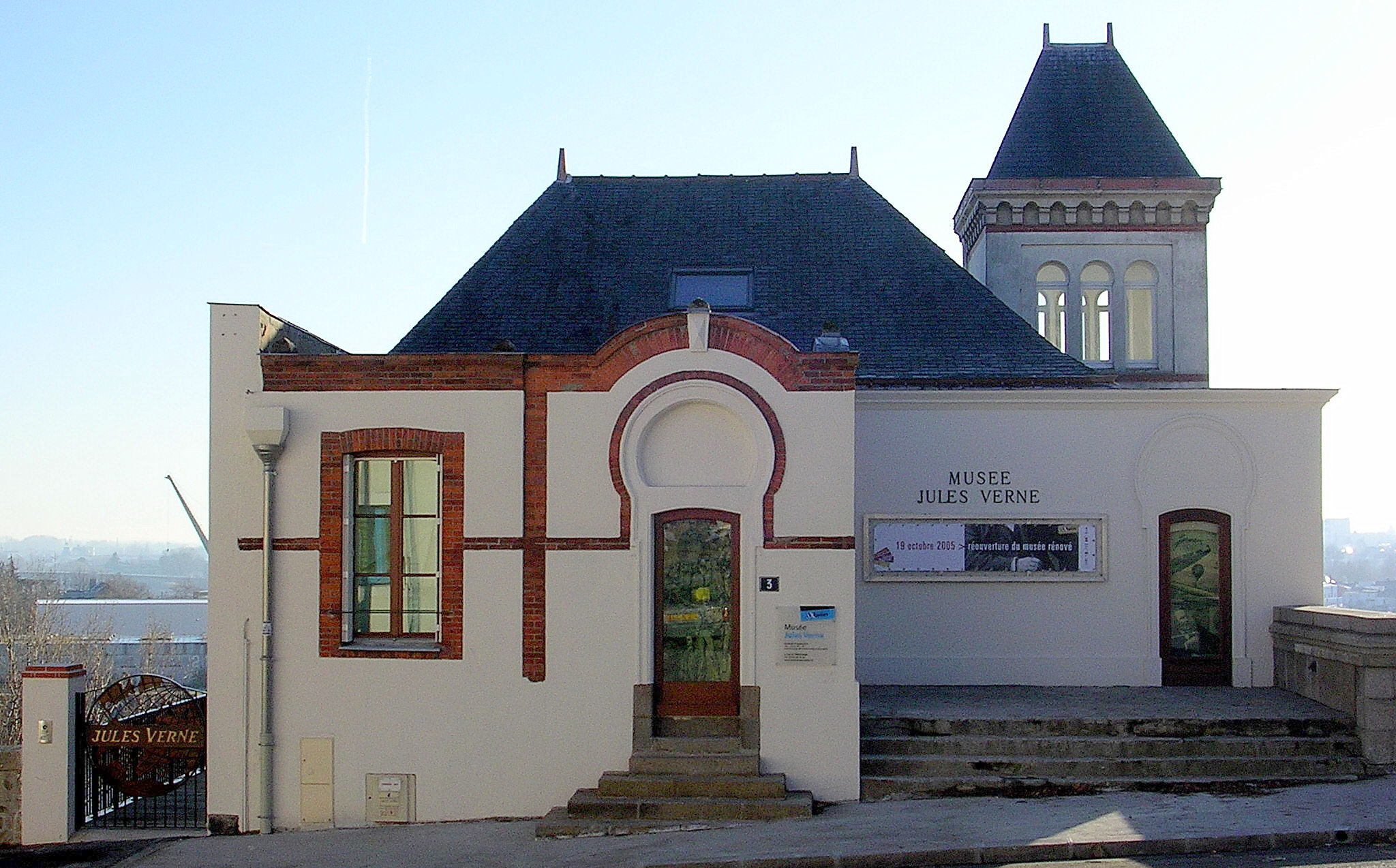
Музей Жуля Верна в Нанті

10 січня 1857 року Верн одружився з Онориною де Віан Морель (фр. Honorine de Viane Morel), молодою вдовою з двома дітьми. Він з сім'єю мешкав у великому заміському будинку та іноді плавав на яхті.
У 1859 році Верн отримав можливість здійснити безкоштовну поїздку до Шотландії. Пароплав мав відвідати Ліверпуль, Гебридські острови, Единбург і Лондон. Верн узяв із собою записну книжку для нотаток, до кінця шляху в ній не залишилося жодної чистої сторінки. Він побував на корабельні Темзи, де будувався «Грейт-Істерн», корабель-сенсація, найбільше, на той час, судно у світі.
Після повернення, вдома письменник пробув недовго. На маленькому пароплаві він вирушив до скандинавських країн — Норвегії, Швеції та Данії. Однак Жулю Верну довелося на півдорозі повернутися додому — 3 серпня 1861 народився його син Мішель Верн (фр. Michel Verne).
До Верна часто заходив Гаспар-Фелікс Турнашон, він же Надар, знаменитий тим, що зробив фотографію жанром мистецтва. Захоплення фотографуванням привело його до захоплення повітроплаванням. Надар здійснив перше у світі аерофотографування — зробив знімок Парижа з висоти пташиного польоту. Він міг годинами говорити про аеронавтику. Натхненний цими бесідами, Верн вирішує — його перший роман буде про повітряну кулю.

### П'єр-Жуль Етцель— видавець і друг

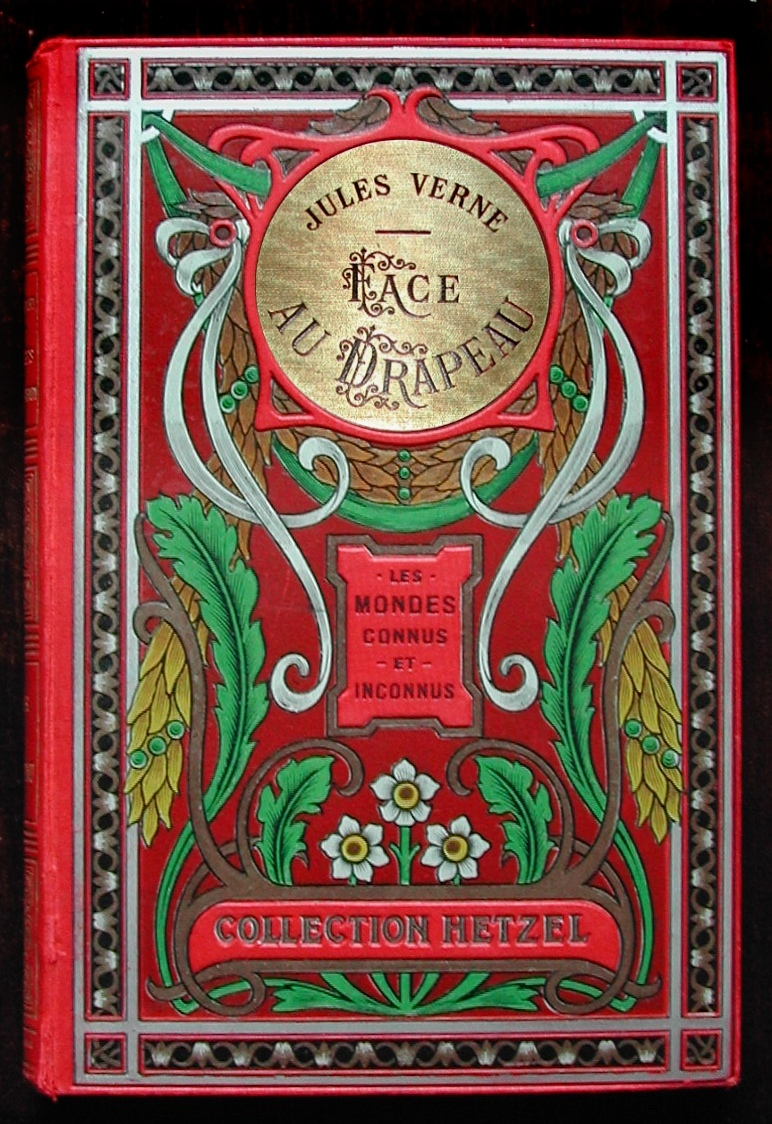
Обкладинка книги Жуля Верна видавництва Етцеля

Імовірно, першим читачем роману «П'ять тижнів на повітряній кулі» був Александр Дюма. У 1862 він познайомив Верна з відомим у ті часи письменником Брише, який представив Верна одному з найбільших паризьких видавців П'єру-Жулеві Етцелю (фр. Pierre-Jules Hetzel). Етцель, який збирався заснувати журнал для підлітків (що пізніше став широко відомим під назвою «Журнал виховання та розваги»), одразу збагнув, що знання і здатності Жуля Верна багато в чому відповідають його планам. Після невеликих виправлень Етцель узяв роман «П'ять тижнів на повітряній кулі» й 17 січня 1863 р. (за деякими відомостями — 24 грудня 1862 р.) оприлюднив його у своєму журналі. Крім того, Етцель запропонував Верну постійне співробітництво, підписавши з ним договір на 20 років, за яким письменник зобов'язувався передавати Етцелю щорічно рукописи трьох книг, одержуючи за кожний рукопис 1900 франків.
Уже 1865 року, після публікації перших п'яти романів Жуля Верна, його гонорар був збільшений до 3000 франків за книгу. Попри те, що за умовами договору видавець міг вільно розпоряджатися ілюстрованими виданнями книг Верна, Етцель виплатив письменникові за 5 виданих на той час книг компенсацію в розмірі 5500 франків. У вересні 1871 року підписали новий договір, за яким Верн зобов'язувався передавати видавцеві вже не три, а тільки дві книги щорічно; гонорар же письменника відтепер становив 6000 франків.
Етцель і Верн невдовзі стали добрими друзями й співпрацювали аж до смерті видавця. Етцель також працював із Бальзаком і Жоржем Сандом. Він уважно читав рукописи Верна і не вагався пропонувати виправлення. Рання праця Верна — антиутопічний роман «Париж у XX столітті» (фр. «Paris au XXe siècle», 1863), — не сподобалася видавцеві через надмірну похмурість, тож вона так і не з'явилася друком за життя, тривалий час вважалася втраченою і вперше була опублікована лише 1994 року.

### Незвичайні подорожі

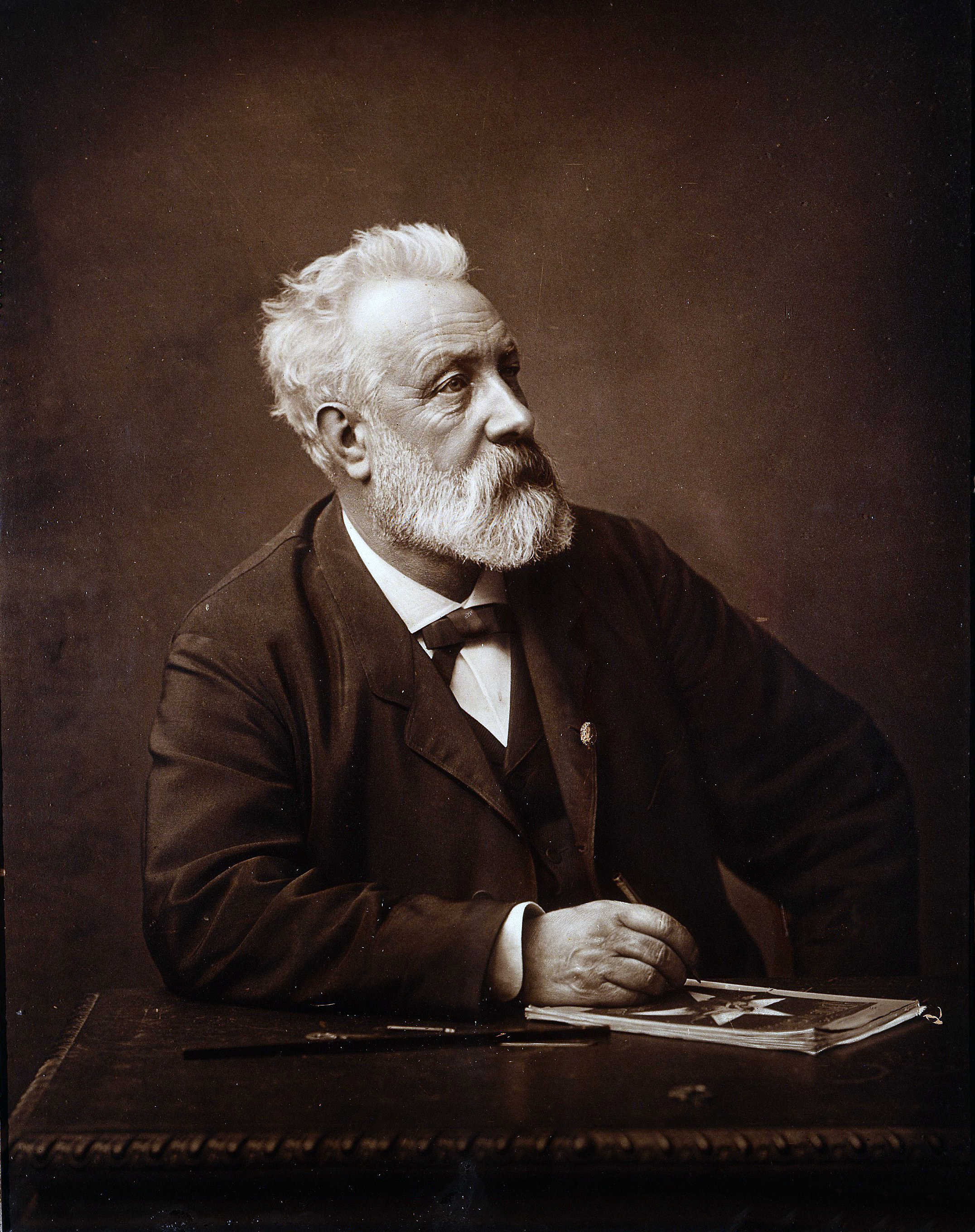
Жуль Верн на фотографії 1892 року

Романи Верна швидко завоювали неймовірну популярність у світі. Не маючи освіти науковця, Верн провів більшу частину свого часу у дослідженнях для своїх творів та намагався бути реалістичним і дотримуватися фактів у деталях. Коли Герберт Веллс у «Першій людині на Місяці» винайшов «каворит», субстанцію, непідвладну гравітації, Верн був незадоволений:
«Я відправив своїх героїв на Місяць із порохом, таке може статися насправді. А де містер Веллс знайде свій „каворит“? Нехай покаже мені його!»
Один з міфів про життя письменника говорить, що він був запеклим домувальником і дуже рідко та неохоче подорожував. Насправді, Жуль Верн був невтомним мандрівником. Окрім подорожей 1859 і 1861 років до Шотландії та Скандинавії, у 1867 році з братом Полем Жуль Верн відвідав США та побував на Ніагарському водоспаді. На власній яхті «Сен-Мішель-III» (у Верна змінилося три яхти під цією назвою — від невеликого суденця, простого рибальського баркаса, до справжньої яхти завдовжки 28 метрів із потужним паровим двигуном) він двічі обійшов Середземне море, відвідав Португалію, Італію, Гібралтар, Північну Африку, а в Римі Папа Лев XIII благословив Жуля і його книги.

### Останні роки життя
У 1871 році Жуль Верн оселився в Ам'єні, а у 1888 році його обрали радником.
У 1886 племінник письменника Гастон, який страждав на параною, вистрілив Жулю Верну в ногу. Поранення виявилося настільки тяжким, що письменник не міг рухатися до кінця свого життя.
В останні роки у Верна виникли проблеми зі слухом, тяжкий перебіг цукрового діабету призвів до очних ускладнень (діабетична ретинопатія) — Жуль Верн майже нічого не бачив.
Упродовж більше як 40 років Жуль Верн публікував як мінімум одну книгу на рік. У листі Етцелю він зізнавався:
«Здається, я божеволію. Я загубився серед неймовірних пригод моїх героїв. Шкодую тільки про одне: я не можу супроводжувати їх.»
Помер Жуль Верн о 8 годині ранку 24 березня 1905 р. Він похований неподалік від свого будинку в Ам'єні. Через кілька років після смерті на його могилі встановлено пам'ятник, який зображував письменника-фантаста, що тягнеться до зірок.

## Додаткові факти
- Спершу Жуль Верн уявляв капітана Немо поляком, що шукав можливості помститися Російській імперії після жорстокого придушення січневого повстання 1863 року[10].
- Відома українська письменниця Марко Вовчок була особисто знайома з Жулем Верном, котрий передав їй виняткове право перекладу його творів російською мовою.
- Після смерті Жуля Верна залишилася його картотека, що містить понад 20 000 зошитів із відомостями з усіх галузей людських знань.
- Зі 108 наукових передбачень письменника-провидця на сьогодні не справдилося лише 10[11].
- Перший електричний підводний човен, побудований у 1886 році двома англійцями, назвали «Наутілусом» на честь вернівського судна. Перший атомний підводний човен, спущений на воду в 1955, також називався «Наутілус».
- Коли на Землю станцією «Луна-3» було вперше передано фотографії зворотного боку Місяця, одному з «потойбічних» місячних кратерів, що примикає до Моря Мрії було присвоєно назву Жуль Верн.
- Згідно з даними ЮНЕСКО[12], за кількістю перекладів мовами народів світу книги Жуля Верна займають третє місце, поступаючись лише творам сценаристів студії Волта Діснея і книгам Агати Крісті.
- 2005 року, з нагоди 100-річчя з дня смерті Жуля Верна, у Франції випущено серію срібних монет номіналом 1,5 євро:

Номінал монети — 1,5 євро
«На Місяць»
«Навколо світу»
«20000 л'є під водою»

- У березні 2008 року на орбіту виведено перший безпілотний вантажний корабель «Жуль Верн», створений Європейським космічним агентством.
- У Києві є бульвар Жуля Верна.

## Творчість

### Романи
| Назва                                                     | Дата створення | Публікація | Перше видання | Переклад українською мовою |
| П'ять тижнів на повітряній кулі                           | 1862           | | фр. Cinq Semaines en ballon. Voyage de découvertes en Afrique par trois Anglais. Redige sur les notes du docteur Fergusson. Paris, Hetzel, 358 pp. (31.I.1863) | |
| Подорожі і пригоди капітана Гатераса                      | 1863 — 1864    | фр. Les Anglais au pole Nord. Le désert de glace. Magasin d'Éducation et de Récréation, vol. 1, no. 1 (20.III.1864) – vol. 4, no. 42 (05.XII.1865)                             | фр. Les Anglais au pôle Nord. Voyages du capitaine Hatteras. Premiére partie. Paris, Hetzel, 340 p. (04.V.1866)                                                | Микола Іванов (1929) |
| Подорож до центру Землі                                   | 1864           | | фр. Voyage au centre de la Terre. Paris, Hetzel. 339 p. (25.XI.1864)                                                                                           | переклад (1928); Олег Лесько (2016) |
| Із Землі на Місяць                                        | 1864 — 1865    | фр. De la Terre a la Lune. Trajet direct en 97 heures. Journal des Debats politiques et litteraires (14.IX – 14.X.1865)                                                        | фр. De la Terre à la Lune. Trajet direct en 97 heures. Paris, Hetzel, 306 p. (25.X.1865)                                                                       | переклад (1917); переклад (1928) переклад (1948) [Архівовано 19 лютого 2017 у Wayback Machine.] |
| Діти капітана Гранта                                      | 1865 — 1867    | фр. Les Enfants du capitaine Grant. Magasin d'Éducation et de Récréation, vol. 4, no. 43 (20.XII.1865) – vol. 8, no. 90 (05.XII. 1867)                                         | фр. Les Enfants du capitaine Grant. Voyage autour du Monde. L’Amérique du Sud. Premiére partie. Paris, Hetzel, 324 p. (06.V.1867)                              | Т.Воронович (1989) [Архівовано 20 листопада 2008 у Wayback Machine.] Наталя Романович-Ткаченко (1929, перевид. 1935, 2017) [Архівовано 28 січня 2019 у Wayback Machine.] |
| 20 000 льє під водою                                      | 1866 — 1869    | фр. Vingt Mille Lieues sous les mers. Tour du monde sous-marin. Magasin d'Éducation et de Récréation, vol. 11, no. 121 (20.III.1869) – vol. 13, no. (20.VI.1870)               | фр. Vingt Mille Lieues sous les mers. Tour du monde sous-marin. Premiére partie. Paris, Hetzel, 310 p. (28.X.1869)                                             | Тетяна Черторижська, В. Пащенко (1956) [Архівовано 19 лютого 2017 у Wayback Machine.] Дмитро Паламарчук (1970) Інна Базилянська (2004) [Архівовано 19 лютого 2017 у Wayback Machine.] Дмитро Паламарчук (2006) [Архівовано 19 лютого 2017 у Wayback Machine.] О. Тиманюк, С. Суліма (2007) Л. Кузнецова (2009) [Архівовано 19 лютого 2017 у Wayback Machine.] |
| Навколо Місяця                                            | 1868 — 1869    | фр. Autour de la Lune. Journal des Debats politiques et litteraires (04.XI – 08.XII.1869)                                                                                      | фр. Autour de la Lune. Seconde partie de: De la Terre à la Lune. Paris, Hetzel, 322 p. (13.I.1870)                                                             | А.Білецький (1948) [Архівовано 19 лютого 2017 у Wayback Machine.] |
| Плавучий острів                                           | 1869           | фр. Une ville flottante. Journal des Debats politiques et litteraires (09.VIII.– 06.IX.1870)                                                                                   | фр. Une Ville flottante. Suivi des Forceurs de blocus. Paris, Hetzel. (17.VII.1871)                                                                            | Тамара Воронович (1964) |
| Пригоди трьох росіян і трьох англійців у Південній Африці | 1870           | фр. Aventures de trois Russes et de trois Anglais dans l'Afrique australe. Magasin d'Education et de Recreation, vol. 14, no. 165 (20.XI.1871) – vol. 16, no. 185 (05.IX.1872) | фр. Aventures de trois Russes et de trois Anglais dans l'Afrique australe. Paris, Hetzel, 316 p. (29.VII.1872)                                                 | |
| Навколо світу за вісімдесят днів                          | 1872           | фр. Le Tour du monde en quatre-vingts jours. Le Temps, no. 4225 (06.XI.1872) – no. 4271 (22.XII.1872)                                                                          | фр. Le Tour du monde en quatre-vingts jours. 56 illustrations par Alphonse de Neuville et Léon Benett. Paris, Hetzel, 217 p. (30.I.1873)                       | переклад (2009) [Архівовано 26 серпня 2014 у Wayback Machine.] |
| У країні хутр                                             | 1871 — 1872    | фр. Le Pays des fourrures. Magasin d'Education et de Recreation, vol. 16, no. 186 (20.IX.1872) – vol. 18, no. 216 (15.XII.1873)                                                | фр. Le Pays des fourrures. Premiére partie. Paris, Hetzel, 334 p. (19.VI.1873)                                                                                 | |
| Таємничий острів                                          | 1873 — 1874    | фр. L'Ile mysterieuse. Magasin d'Education et de Recreation, vol. 19, no. 217 (01.I.1874) – vol. 22, no. 264 (15.XII.1875)                                                     | фр. L’Île mystérieuse. Les Naufragés de l’air. Premiére partie. Paris, Hetzel, 318 p. (10.IX.1874)                                                             | К. Довгань та А. Новий (1930) Л. Александрова (1937) Т.Черторижська (1955) [Архівовано 19 лютого 2017 у Wayback Machine.] В.Омельченко (1992) [Архівовано 28 серпня 2008 у Wayback Machine.] |
| Ченслер                                                   | 1870 — 1874    | фр. Le Chancellor. Le Temps, no. 4993 (17.XII.1874) – no. 5030 (24.I.1875) | фр. Le Chancellor. Journal du passager J.-R. Kazallon. Suivi de Martin Paz. Paris, Hetzel, 319 p. (01.II.1875)                                                 | |
| Михайло Строгов                                           | 1874 — 1875    | фр. Michel Strogoff. De Moscou a Irkoutsk. Magasin d'Education et de Recreation, vol. 23, no. 265 (01.I.1876) – vol. 24, no. 288 (15.XII.1876)                                 | фр. Michel Strogoff, Moscou - Irkoutsk. Premiére partie. Paris, Hetzel, 292 p. (14.VIII.1876)                                                                  | |
| Гектор Сервадак                                           | 1874 — 1876    | фр. Hector Servadac. Voyages et Aventures a travers le monde solaire. Magasin d'Education et de Recreation, vol. 25, no. 289 (01.I.1877) – vol. 26, no. 312 (15.XII.1877)      | фр. Hector Servadac, voyages et Aventures à travers le monde solaire. Premiére partie. Paris, Hetzel, 318 p. (19.VII.1877)                                     | |
| Чорна Індія                                               | 1876 — 1877    | фр. Les Indes noires. Le Temps, no. 5823 (28.III.1877) – no. 5848 (22.IV.1877)                                                                                                 | фр. Les Indes noires. Paris, Hetzel, 269 p. (26.IV.1877) | М. Капій (1930) [Архівовано 9 червня 2016 у Wayback Machine.] |
| П'ятнадцятирічний капітан                                 | 1877 — 1878    | фр. Un Capitaine de quinze ans. Magasin d'Education et de Recreation, vol. 27, no. 313 (01.I.1878) – vol. 28, no. 336 (15.XII.1878)                                            | фр. Un Capitaine de quinze ans. Premiére partie. Paris, Hetzel, 308 p. (01.VII.1878)                                                                           | Дмитро Лисиченко (1929) Юрій Назаренко (1957) Петро Соколовський (1978) Інна Базилянська (2004) Олена Чичик (2010) [Архівовано 19 лютого 2017 у Wayback Machine.] |
| П'ятсот мільйонів Бегуми                                  | 1878           | фр. Les cinq cents millions de la Begum. Magasin d'Education et de Recreation, vol. 29, no. 337 (01.I.1879) – vol. 30, no. 354 (15.IX.1879)                                    | фр. Les cinq cents millions de la Bégum. Suivi de Les Révolté de la "Bounty". Paris, Hetzel, 316 p. (18.IX.1879)                                               | Тамара Бутович (1928) |
| Жангада                                                   | 1881           | фр. La Jangada. Huit Cents Lieues sur l'Amazone. Magasin d'Education et de Recreation, vol. 33, no. 385 (01.I.1881) – vol. 34, no. 407 (01.XII.1881)                           | фр. La Jangada, huit Cents Lieues sur l'Amazone. Premiére partie. Paris, Hetzel, 288 p. (22.VII.1881)                                                          | |
| Зелений промінь                                           | 1881           | фр. Le Rayon vert. Le Temps, no 7003 (17.V.1882) - no 7030 (23.VI.1882) | фр. Le Rayon vert. Suivi de Dix Heures en Chasse. Paris, Hetzel, 307 p. (24.VII.1882)                                                                          | |
| Школа Робінзонів                                          | 1881           | фр. L'Ecole des Robinsons. Magasin d'Education et de Recreation, vol. 35, no. 409 (01.I.1882) – vol. 36, no. 431 (01.XII.1882)                                                 | фр. L'École des Robinsons. Paris, Hetzel, 316 p. (09.XI.1882)                                                                                                  | |
| Упертий Керабан                                           | 1882           | фр. Keraban-le-tetu. Magasin d'Education et de Recreation, vol. 37, no. 433 (01.I.1883) – vol. 38, no. 452 (15.X.1883)                                                         | фр. Kéraban-le-têtu. Premiére partie. Paris, Hetzel, 312 p. (01.VI.1883)                                                                                       | |
| Зоря півдня                                               | 1883           | фр. L'Etoile du sud. Le Pays des diamants. Magasin d'Education et de Recreation, vol. 39, no. 457 (01.I.1884) – vol. 40, no. 480 (15.XII.1884)                                 | фр. L'Étoile du sud. Le Pays des diamants. Paris, Hetzel, 335 p. (06.XI.1884)                                                                                  | переклад (1913) [Архівовано 19 лютого 2017 у Wayback Machine.] |
| Архіпелаг у вогні                                         | 1883           | фр. L'Archipel en feu. Le Temps, no. 8463 (29.VI.1884) – no. 8497 (03.VIII.1884)                                                                                               | фр. L'Archipel en feu. Paris, Hetzel, 311 p. (14.VIII.1884) | |
| Матіас Шандор                                             | 1883 — 1884    | фр. Mathias Sandorf. Le Temps, no. 8813 (16.VI.1885) – no. 8908 (20.IX.1885)                                                                                                   | фр. Mathias Sandorf. Premiére partie. Paris, Hetzel, 295 p. (27.VII.1885)                                                                                      | |
| Робур-завойовник                                          | 1885           | фр. Robur le Conqurerant. Journal des Debats politiques et litteraires (29.VI. – 18.VIII.1886)                                                                                 | фр. Robur le Conqurérant. Paris, Hetzel, 322 p. (23.VIII.1886)                                                                                                 | |
| Квиток номер 9672                                         | 1885           | фр. Un billet de loterie. Le numero 9672. Magasin d'Education et de Recreation, vol. 43, no. 505 (01.I.1886) – vol. 44, no. 525 (01.XI.1886)                                   | фр. Un billet de loterie. (Le numéro 9672). Suivi de Frritt-Flacc. Paris, Hetzel, 203 p. (04.XI.1886)                                                          | |
| Північ проти Півдня                                       | 1885 — 1886    | фр. Nord contre Sud. Magasin d'Education et de Recreation, vol. 45, no. 529 (01.I.1887) – vol. 46, no. 551 (01.XII.1887)                                                       | фр. Nord contre Sud. Premiére partie. Paris, Hetzel, 313 p. (26.V.1887)                                                                                        | |
| Політ до Франції                                          | 1885           | фр. Le Chemin de France. Le Temps, no. 9613 (31.VIII.1887) – no. 9652 (30.IX.1887)                                                                                             | фр. Le Chemin de France. Suivi de Gil Braltar. Paris, Hetzel, 329 p. (03.X.1887)                                                                               | |
| Два роки канікул                                          | 1886 — 1887    | фр. Deux Ans de vacances. Magasin d'Education et de Recreation, vol. 47, no. 553 (01.I.1888) – vol. 48, no. 576 (15.XII.1888)                                                  | фр. Deux Ans de vacances, with the author’s “Préface”. Premiére partie. Paris, Hetzel, 351 p. (18.VI.1888)                                                     | |
| Сім'я без імені                                           | 1887 — 1888    | фр. Famille-sans-nom. Magasin d'Education et de Recreation, vol. 49, no. 577 (01.I.1889) – vol. 50, no. 599 (01.XII.1889)                                                      | фр. Famille-sans-nom. Premiére partie. Paris, Hetzel, 341 p. (20.V.1889)                                                                                       | |
| Цезар Каскабель                                           | 1889           | фр. Cesar Cascabel. Magasin d'Education et de Recreation, vol. 51, no. 601 (01.I.1890) – vol. 52, no. 624 (15.XII.1890)                                                        | фр. César Cascabel. Premiére partie. Paris, Hetzel, 333 p. (17.VII.1890)                                                                                       | |
| Замок у Карпатах                                          | 1889           | фр. Le Chateau des Carpathes. Magasin d'Education et de Recreation, vol. 55, no. 649 (01.I.1892) – vol. 56, no. 672 (15.XII.1892)                                              | фр. Le Château des Carpathes. Paris, Hetzel, 328 p. (20.X.1892)                                                                                                | Замок у Карпатах, Замок у Карпатах (1934, перевидання 1992) [Архівовано 13 грудня 2010 у Wayback Machine.] |
| Клодіус Бомбарнак                                         | 1891           | фр. Claudius Bombarnac. Le Soleil, no. 284 (10.X.1892) – no. 342 (07.XII.1892)                                                                                                 | фр. Claudius Bombarnac. 55 illustrations par Léon Benett. Paris, Hetzel. (21.XI.1892)                                                                          | |
| Надзвичайні пригоди дядечка Антифера                      | 1892           | фр. Mirifiques Aventures de Maitre Antifer. Magasin d'Education et de Recreation, vol. 59, no. 697 (01.I.1894) – vol. 60, no. 720 (15.XI.1894)                                 | фр. Mirifiques Aventures de Maître Antifer. Premiére partie. Illustrations par George Roux. Paris, Hetzel, 336 p. (23.VIII.1894)                               | |
| Прапор Батьківщини                                        | 1894           | фр. Face au drapeau. Magasin d'Education et de Recreation (seconde serie), vol. 3, no. 25 (01.I.1896) – vol. 3, no. 36 (15.VI.1896)                                            | фр. Face au drapeau. Illustrations par Léon Benett. Paris, Hetzel, 351 p. (16.VII.1896)                                                                        | |
| Дивовижна Оріноко                                         | 1894           | фр. Le superbe Orenoque. Magasin d'Education et de Recreation (seconde serie), vol. 7, no. 73 (01.I.1898) – vol. 8, no. 96 (15.XI.1898)                                        | фр. Le superbe Orénoque. Premiére partie. Illustrations par George Roux. Paris, Hetzel, 310 p. (23.VI.1898)                                                    | |
| Кловіс Дардентор                                          | 1895           | фр. Clovis Dardentor. Magasin d'Education et de Recreation (seconde serie), vol. 4, no. 37 (01.VII.1896) – vol. 4, no. 48 (15.XII.1896)                                        | фр. Clovis Dardentor. Illustrations par Léon Benett. Paris, Hetzel, 248 p. (07.VII.1896)                                                                       | |
| Крижаний сфінкс                                           | 1895           | фр. Le Sphinx des glaces. Magasin d'Education et de Recreation (seconde serie), vol. 5, no. 49 (01.I.1897) – vol. 6, no. 72 (15.XII.1897)                                      | фр. Le Sphinx des glaces. Premiére partie. . Illustrations par George Roux. Paris, Hetzel, 331 p. (24.VI.1897)                                                 | |
| Плавучий острів                                           | 1895           | фр. UL'le a hlice | | |
| Друга Батьківщина                                         | 1896           | фр. Seconde patrie. Magasin d'Education et de Recreation (seconde serie), vol. 11, no. 121 (01.I.1900) – vol. 12, no. 144 (15.XII.1900)                                        | фр. Seconde patrie. Premiére partie. Illustrations par George Roux. Paris, Hetzel, 345 p. (26.VII.1900)                                                        | |
| Морський змій                                             |                | фр. Les Histoires de Jean-Marie Cabidoulin | | |
| Брати Кіп                                                 | 1898           | фр. Les Freres Kip. Magasin d'Education et de Recreation (seconde serie), vol. 15, no. 169 (01.I.1902) – vol. 16, no. 192 (15.XII.1902)                                        | фр. Les Frères Kip. Premiére partie. Illustrations par George Roux. Paris, Hetzel, 328 p. (21.VII. 1902)                                                       | |
| Драма в Ліфляндії                                         | 1893           | фр. Un Drame en Livonie. Magasin d'Education et de Recreation (seconde serie), vol. 19, no. 217 (01.I.1904) – vol. 19, no. 228 (15.VI.1904)                                    | фр. Un Drame en Livonie. Illustrations par Léon Benett. Paris, Hetzel, 352 p. (20.VIII.1904)                                                                   | |
| Володар світу                                             | 1902 — 1903    | фр. Maitre du monde. Magasin d'Education et de Recreation (seconde serie), vol. 20, no. 229 (01.VII.1904) – vol. 20, no. 240 (15.XII.1904)                                     | фр. Maître du monde. Illustrations par George Roux. Paris, Hetzel, 311 p. (10.XI.1904)                                                                         | Н. та О. Борських (1929) |
| Вторгнення моря                                           | 1902           | фр. L'Invasion de la mer. Magasin d'Education et de Recreation (seconde serie), vol. 21, no. 241 (01.I.1905) – vol. 22, no. 255 (01.VIII.1905)                                 | фр. L'Invasion de la mer. Illustrations par Léon Benett. Paris, Hetzel, (1905)                                                                                 | |
| Маяк на краю землі                                        | 1901 — 1905    | фр. Le Phare du Bout du Monde. Magasin d'Education et de Recreation (second serie), vol. 22, no. 256 (15.VIII.1905) – vol. 22, no. 264 (15.XII.1905)                           | фр. Le Phare du Bout du Monde. Illustrations par George Roux. Paris, Hetzel. (29.VII.1905)                                                                     | |
| Золотий вулкан                                            | 1899 — 1905    | фр. Le Volcan d'or. Magasin d'Education et de Recreation (second serie), vol. 23, no. 265 (01.I.1906) – vol. 24, no. 288 (15.XII.1906)                                         | фр. Le Volcan d'or. Premiére partie. Illustrations par George Roux. Paris, Hetzel, 319 p. (06.VII.1906)                                                        | |
| Агентство Томпсона і Ко                                   | 1906           | фр. L'Agence Thompson and C°. Le Journal, no. 5495 (17.X.1907) – no. 5564 (25.XII.1907)                                                                                        | фр. L'Agence Thompson and C°. Premiére partie. Illustrations par Léon Benett. Paris, Hetzel. (1907)                                                            | |
| В погоні за метеором                                      | 1901 — 1908    | фр. La Chasse au meteore. Le Journal, no. 5635 (05.III.1908) – no. 5671 (10.IV.1908)                                                                                           | фр. La Chasse au météore. Illustrations par George Roux. Paris, Hetzel, 364 p. (30.IV.1908)                                                                    | |
| Аварія корабля «Джонатан»                                 | 1897 — 1909    | фр. Les Naufrages du “Jonathan”. Le Journal, no. 6147 (26.VII.1909) – no. 6230 (17.X.1909)                                                                                     | фр. Les Naufragés du “Jonathan”. Premiére partie. Illustrations par George Roux. Paris, Hetzel, 348 p. (20.X.1909)                                             | |
| Таємниця Вільгельма Шторіца                               | 1898 — 1910    | фр. Le Secret de Wilhelm Storitz. Le Journal, no. 6471 (15.VI.1910) – no. 6499 (13.VII.1910)                                                                                   | фр. Le Secret de Wilhelm Storitz. Illustrations par George Roux. Paris, Hetzel, 316 p. (24.IX.1910)                                                            | |
| Незвичайні пригоди експедиції Барсака                     | 1903 — 1914    | фр. Le Dernier Voyage extraordinaire. L'Étonnante Aventure de la mission Barsac. Le Matin, no. 11008 (18.IV.1914) – no. 11087 (06.VII.1914)                                    | фр. L'Étonnante Aventure de la mission Barsac. 56 illustrations par George Roux. Paris, Hachette, 491 p. (1919)                                                | Е. Ржевуцька (1958) |
| Париж двадцятого століття                                 | 1863           | фр. Paris au XXe siècle. Edited by Piero Gondolo della Riva, Paris, Hachette / le cherche midi editeur, 217 p., 1994 (загублений роман Жуля Верна)                             | | Марія Абрамова (2018) [Архівовано 13 січня 2020 у Wayback Machine.] |

### Повісті й оповідання
| Назва                                         | Дата створення | Публікація | Перше видання | Переклад українською мовою                                      |
| Мартін Пас                                    | 1852           | фр. L'Amérique du Sud. Moeurs péruviennes. Martin Paz, nouvelle historique. 11 illustrations par E. Forest, E. Berton et C. Brux. Musee des Familles (seconde serie), vol. 9, no. 20, pp. 301-313 (VII.1852) – no. 21, pp. 321-335 (VIII.1852)        | фр. Martin Paz. Suivi de Le Chancellor. Paris, Hetzel, 319 p. (01.II.1875)                                                                                             |                                                                 |
| Зимівля в льодах                              | 1853           | фр. Un hivernage dans les glaces. 8 illustrations par J.-A. de Beauce et anonymous. Musee des Familles, vol. 22, no. 6, pp. 161-172 (IV.1855) – no. 7, pp. 209-220 (V.1855)                                                                           | фр. Un hivernage dans les glaces. Suivi de Le Docteur Ox. 16 illustrations par Adrien Marie et Barbant. Paris, Hetzel, 211 p. (27.IV.1874)                             |                                                                 |
| Майстер Захаріус                              | 1853           | фр. Maître Zacharius ou l'horloger qui avait perdu son ame. Tradition genevoise. Musee des Familles, vol. 21, no. 7, pp. 193-200 (IV.1854) – no. 8, pp. 225-231 (V.1854)                                                                              | фр. Maître Zacharius. Suivi de Le Docteur Ox. 9 illustrations par Théophile Schuler. Paris, Hetzel, 211 p. (27.IV.1874)                                                |                                                                 |
| Граф де Шантелен                              | 1862           | фр. Le Comte de Chanteleine. Épisode de la révolution. 16 illustrations par Morin, A. de Bar et Foulquier. Musee des Familles, vol. 32, no. 1, pp. 1-15 (X.1864) – no. 2, pp. 37-51 (XI.1864) – no. 3, pp. 73-85 (XII.1864)                           | |                                                                 |
| Прорив блокади                                | 1865           | фр. Études de moeurs contemporaines. Les forceurs de blocus. Illustrations par Morel-Fatio, Berard, Frederic Lixe et V. Foulquier. Musee des Familles, vol. 33, no. 1, pp. 17-21 (X.1865) – no. 2, pp. 35-47 (XI.1865)                                | фр. Études de moeurs contemporaines. Les forceurs de blocus. Suivi des Une Ville flottante. Paris, Hetzel. (17.VII.1871)                                               | В. Шовкун (1989) [Архівовано 28 серпня 2008 у Wayback Machine.] |
| Драма в повітрі                               | 1851           | фр. La science en famille. Un voyage en ballon. (Reponse a l'enigme de juillet.). 5 illustrations par A. de Bar. Musee des Familles (seconde serie), vol. 8, no. 11, pp. 329-336 (VIII.1851)                                                          | фр. Un drame dans les airs. Suivi de Le Docteur Ox. 6 illustrations par Emile Bayard. Paris, Hetzel, 211 p. (27.IV.1874)                                               |                                                                 |
| Фантазії доктора Окса                         | 1871           | фр. Une fantaisie du Docteur Ox. Illustrations par Ulysse Parent et A. de Bar. Musee des Familles, vol. 39, no. 3, pp. 65-74 (III.1872) – no. 4, pp. 99-107 (IV.1872) – no. 5, pp. 133-141 (V.1872)                                                   | фр. Une fantaisie du Docteur Ox. Suivi de Le Docteur Ox. 15 illustrations par Lorenz Froelich. Paris, Hetzel, 211 p. (27.IV.1874)                                      | переклад (1924)                                                 |
| Ідеальне місто                                | 1875           | фр. Une ville idéale. Journal d'Amiens, Moniteur de la Somme, pp. 1-2 (13.XII. - 14.XII.1875) | |                                                                 |
| Драма в Мексиці                               | 1850           | фр. L'Amérique du Nord. Études historiques. Les premiers navires de la marine mexicaine. 3 illustrations par E. Forest et A. de Bar. Musee des Familles (seconde serie), vol. 8, no. 10, pp. 304-321 (VII.1851)                                       | фр. Un drame au Mexique. Les premiers navires de la marine mexicaine. Suivi de Michel Strogoff, Moscou - Irkoutsk. Deuxiéme partie. Paris, Hetzel, 312 p. (06.XI.1876) |                                                                 |
| Заколотники з «Баунті»                        | 1879           | фр. Les révoltés de la Bounty. Suivi de Les cinq cents millions de la Begum. Paris, Hetzel, 316 p. (18.IX.1879). Les revoltes de la Bounty. Suivi de Les cinq cents millions de la Begum. 5 illustrations par Dree. Paris, Hetzel, 185 p. (20.X.1879) | фр. Les révoltés de la Bounty. Suivi de Les cinq cents millions de la Bégum. 5 illustrations par Drée. Paris, Hetzel, 185 p. (20.X.1879)                               |                                                                 |
| Десять годин на полюванні                     | 1881           | фр. Dix heures en chasse. Simple boutade. Journal d'Amiens, Moniteur de la Somme, pp. 2-3 (19.XII. – 20.XII.1881) | фр. Dix heures en chasse. Simple boutade. Suivi de Le Rayon vert. Paris, Hetzel, 307 p. (24.VII.1882)                                                                  |                                                                 |
| Фрітт-Флакк                                   | 1881           | фр. Frritt-Flacc. Paris, Le Figaro illustre. Single issue. pp. 6-7 (1884-1885) | фр. Frritt-Flacc. Suivi de Un billet de loterie. Paris, Hetzel, 203 p. (04.XI.1886)                                                                                    |                                                                 |
| Один день американського журналіста 2889 року | 1890           | фр. La Journée d'un journaliste américain en 2889. Journal d'Amiens. Moniteur de la Somme, pp. 2-3 (21.I.1891) | фр. Au XXIXe siècle. La journée d'un journaliste américain en 2889. Suivi de Hier et demain. 4 illustrations par George Roux. Paris, Hetzel, 247 p. (XI.–XII.1910)     |                                                                 |
| Пригоди родини Ратон                          | 1886           | фр. Aventures de la famille Raton. Conte de fees. 17 illustrations par Felicien de Myrbach. Le Figaro illustre (Paris), seconde serie, no. 10, pp. 1-12 (0I.1891)                                                                                     | фр. Aventures de la famille Raton. Conte de fées. Suivi de Hier et demain. 6 illustrations par Félicien de Myrbach. Paris, Hetzel, 247 p. (XI.–XII.1910)               |                                                                 |
| Мосьє Ре-Дієз і мадемуазель Мі-Бемоль         | 1892           | фр. M. Re-Dieze et Mlle. Mi-Bemol. 8 illustrations par Felicien de Myrbach. Paris, Le Figaro illustre, seconde serie, no. 45, pp. 221-228 (XII.1893)                                                                                                  | фр. M. Ré-Dièze et Mlle. Mi-Bémol. Suivi de Hier et demain. 6 illustrations par George Roux. Paris, Hetzel, 247 p. (XI.–XII.1910)                                      |                                                                 |
| Доля Жана Морена                              | 1852 — 1910    | | фр. La Destinee de Jean Morenas. Suivi de Hier et demain. 7 illustrations par Leon Benett. Paris, Hetzel, 247 p. (XI.–XII.1910)                                        |                                                                 |
| Вічний Адам                                   | 1903 — 1910    | фр. L'Eternel Adam. La Revue de Paris, vol. 17, no. 8, pp. 449-484 (01.X.1910) | фр. L'Éternel Adam. Suivi de Hier et demain. 7 illustrations par Léon Benett. Paris, Hetzel, 247 p. (XI.–XII.1910)                                                     |                                                                 |

### Інші твори
- Документальні нариси та статті [Архівовано 31 грудня 2008 у Wayback Machine.]
- Книги з географії [Архівовано 31 грудня 2008 у Wayback Machine.]
- Авторські рукописи [Архівовано 31 грудня 2008 у Wayback Machine.]
- П'єси [Архівовано 31 грудня 2008 у Wayback Machine.]
- Поезія [Архівовано 31 грудня 2008 у Wayback Machine.]
- Прилюдні виступи [Архівовано 23 квітня 2008 у Wayback Machine.]
- Інтерв'ю [Архівовано 31 грудня 2008 у Wayback Machine.]
- Листи [Архівовано 31 грудня 2008 у Wayback Machine.]

## Організації, що займаються вивченням творчості Жуля Верна
- Жуль-вернівське товариство  [Архівовано 11 травня 2021 у Wayback Machine.] (фр. Société Jules Verne). Створене 31 липня 1935 року в Парижі Жаном Г. Гурмонпрезом (фр. Jean H. Guermonprez) та Корнелісом Гіллінгом (фр. Cornelis Helling).
- Музей Жуля Верна в Нанті  [Архівовано 10 лютого 2005 у Wayback Machine.] (фр. Musée Jules Verne (Nantes)).
- Міжнародний центр Жуля Верна [Архівовано 26 листопада 2020 у Wayback Machine.] (раніше Центр документів Жуля Верна) (фр. Centre International Jules Verne (formerly Centre de Documentation Jules Verne)). Заснований 22 листопада 1972 року в Ам'єні Данієлем Компером (фр. Daniel Compère).
- Північноамериканське товариство Жуля Верна [Архівовано 24 березня 2016 у Wayback Machine.] (англ. North American Jules Verne Society - NAJVS). NAJVS — некомерційна організація, заснована з метою підвищення цікавості до Жуля Верна та його творчості. NAJVS стимулює дослідження творчого спадку Жуля Верна. Виходить бюлетень товариства.
- Товариство Жуля Верна [Архівовано 1 лютого 2022 у Wayback Machine.] (нід. Jules Verne Genootschap) в Нідерландах. Засноване 25 жовтня 1997 року. Його мета полягає у пошуках і систематизації інформації про життя і творчість Жуля Верна. Члени товариства збираються двічі на рік. Товариство випускає часопис — Верніан (нід. Verniaan).
- Клуб Жуля Верна [Архівовано 23 лютого 2015 у Wayback Machine.] (хорв. Jules Verne Club) в Пазині. Веде свою історію з жовтня 1997 року. Офіційна дата заснування 9 лютого 1998 року в Пазині (Істрія, Хорватія). Метою клубу є об'єднання людей, що цікавляться творчістю Жуля Верна, популяризація, переклад і видання його творів.
- Клуб Жуля Верна [Архівовано 3 березня 2022 у Wayback Machine.] (нім. Jules Verne Club) в Берліні. Цей клуб для людей, що люблять пригоди, літературу, кіно і техніку. Організовуються екскурсії та зустрічі.
- Польське товариство Жуля Верна (пол. Polskie Towarzystwo Juliusza Verne’a). Засноване в березні 2000 року, на 95-у річницю смерті Жуля Верна. Товариство об'єднує шанувальників його творчості.